# Victor de Compiègne
Louis-Alphonse-Henri-Victor du Pont, marqués de Compiègne (Fuligny, 22 de julio de 1846 - El Cairo, 28 de febrero de 1877), conocido como Victor de Compiègne, fue un explorador francés del siglo XIX. Con su amigo Antoine-Alfred Marche exploró el curso del río Ogooué en Gabón entre 1872 y 1874.

## Biografía

### Primeros años
Nació en un pequeño pueblo de Champagne, cerca de Bar-sur-Aube. Era el hijo mayor de la familia y tenía dos hermanas y un hermano. Su padre murió a la edad de 34 años en 1857. Su madre, nacida Noémie de Meyronnet Châteauneuf, se quedó viuda a los 30 años.[cita requerida]
Victor de Compiègne fue enviado al internado jesuita en París. Fue un alumno brillante y obtuvo su baccalauréat y un título de abogado. A los 22 años fue nombrado auditor de segunda clase del Consejo de Estado de Francia. Fue enviado en una misión a Argelia, donde descubrió que existía el continente africano, y regresó a París en 1868. Su afición al juego le causó muchas deudas. Tras un consejo familiar —una entidad del derecho francés, una asamblea de unas pocas personas cuyo objetivo es tomar decisiones sobre una persona de su familia reconocida como no capaz de tomarlas solas—, se cancelaron sus deudas, pero el joven fue obligado a ser más responsable.[cita requerida]
Decidió ir a los Estados Unidos y su vocación como explorador lo llevó a Nueva York en la Navidad de 1869. Se fue a Florida, que exploró con pocos recursos. Cruzó los Everglades, vivió cazando y descubrió a los nativos americanos. Hizo de este viaje el tema de un libro.[cita requerida]
Cuando estalló la Guerra Franco-Prusiana en 1870, inmediatamente regresó a Francia y se alistó como un simple soldado. Fue hecho prisionero y enviado a Wesel, un pequeño pueblo guarnición cerca de Holanda. Fue puesto en libertad en marzo de 1871 y regresó a Champaña. Cuando estalló la insurrección de la Comuna de París en 1871, se puso del lado del gobierno de Versalles y se unió a las filas de los Voluntarios del Sena. Participó en combates en París, lo que lo dejó con una impresión trágica e inolvidable que describiría en sus escritos. Una vez que terminó la guerra, se fue a Panamá, Nicaragua y al lago de Maracaibo.[cita requerida]

### Viaje al África ecuatorial francesa

Cuenca del río Ogooué

Regresó a Francia en la primavera de 1872 y conoció a Aimé Bouvier, a quien le explicó su plan para explorar las fuentes del río Ogooué en el África ecuatorial francesa. Bouvier presentó el plan al naturalista Antoine-Alfred Marche, que tenía ambiciones similares. Fueron patrocinados por la Société de Géographie, que les concedió un subsidio. El Ogooué había sido mencionado en los relatos del explorador Paul Du Chaillu, publicado en 1859, lo que había despertado la curiosidad de Víctor de Compiègne. En 1867, Paul Augustin Serval, oficial de la Marina, descubrió el río cuando viajaba por tierra. Al mismo tiempo, el teniente de navío Aymar lo exploró hasta su confluencia con el río Ngounié, a 170 millas de su desembocadura. El Ogooué era entonces considerado como una de las mejores rutas de exploración potenciales para acceder al centro de África.[cita requerida]
En noviembre de 1872, de Compiègne se embarcó en Burdeos precedido en unas pocas semanas por Alfred Marche. Hicieron un reconocimiento de más de 400 km del río que previamente había estado en blanco en el mapa. Estudiaron los idiomas de los m'Pongwé y de otras tribus. Establecieron un catálogo científico muy preciso de los diversos especímenes que encontraron. Víctor se hizo amigo de N'Combé, el «Rey Sol», jefe tribal de Adanlinanlago, en la orilla del Ogooué frente a Lambaréné. En el punto extremo de su exploración, fueron detenidos por un ataque de caníbales que masacraron a la mayoría de sus transportistas. Se vieron obligados a regresar y llegaron a París en julio de 1874.[cita requerida]
El 5 de agosto de 1874, Víctor describió su expedición ante los miembros de la Sociedad Geográfica. Su salud se había visto afectada por sus tribulaciones, y debido a la malaria no pudo emprender nuevas exploraciones. Pierre Savorgnan de Brazza  siguió los pasos de Víctor en Gabón, ayudado por sus cuadernos, notas y observaciones, que recogió personalmente en la finca familiar de Fuligny.[cita requerida]

### Estancia en El Cairo
El doctor  Georg August Schweinfurth, un explorador alemán amigo de Víctor, le ofreció el cargo de secretario general de la Sociedad Geográfica Khedival, que acababa de ser fundada en El Cairo. Víctor de Compiègne aceptó y llegó a El Cairo en julio de 1875 en el transatlántico Diemen. Se volvió intensamente activo, trabajando con Ferdinand de Lesseps y Auguste Mariette. Regresó a Europa para el Congreso de Geografía de Bruselas, en septiembre de 1876 y fue nombrado miembro del Comité para abolir definitivamente la esclavitud. Regresó a El Cairo a principios de febrero de 1877.[cita requerida]
Con motivo de un baile, el 20 de febrero de 1877, un alemán se peleó con él «por cuestiones geográficas» e insultó a su compañero. El duelo era inevitable. Tuvo lugar el 21 de febrero por la mañana, con pistolas de pomo. Víctor disparó deliberadamente sobre la cabeza de su oponente, mientras este alojó una bala detrás del omóplato de Victor que no pudo extraerse. La herida se infectó y Victor de Compiègne murió el 28 de febrero de 1877 a la edad de 30 años, después de un largo período de agonía.[cita requerida]

## Obras
- Martin, Laurent (1820-18..); Compiègne, Alphonse Louis Henri Victor Du Pont de, 1871, la Commune de Paris. Les Versaillais, [Moncrabeau] : Éd. Laville, DL 2012, p. 196.
  - Louis Dupont, marquis de Compiègne (10 de agosto de 1875), «Souvenirs d'un versaillais pendant le second siège de Paris», Le Correspondant (Dossiers biographiques Boutillier du Retail.) (Paris).
- Compiègne, Alphonse Louis Henri Victor Du Pont de (1876), Voyages, chasses et guerres, par le marquis de Compiègne, Paris: Plon, p. 299, OCLC 1831225.
- Voyage d'Exploration dans l'Afrique équatoriale, Paris 1874. OCLC 162582077
- L'Afrique équatoriale. Gabonais, Pahouins, Gallois, Paris, E. Plon et cie., 1875. OCLC 27819893 « L'Afrique Équatoriale T1  »
- L'Afrique équatoriale: Okanda, Bangouens, Osyéba, Paris, Plon, 1875. OCLC 25949715 « L'Afrique Équatoriale T2  »